# Vanja Stambolova

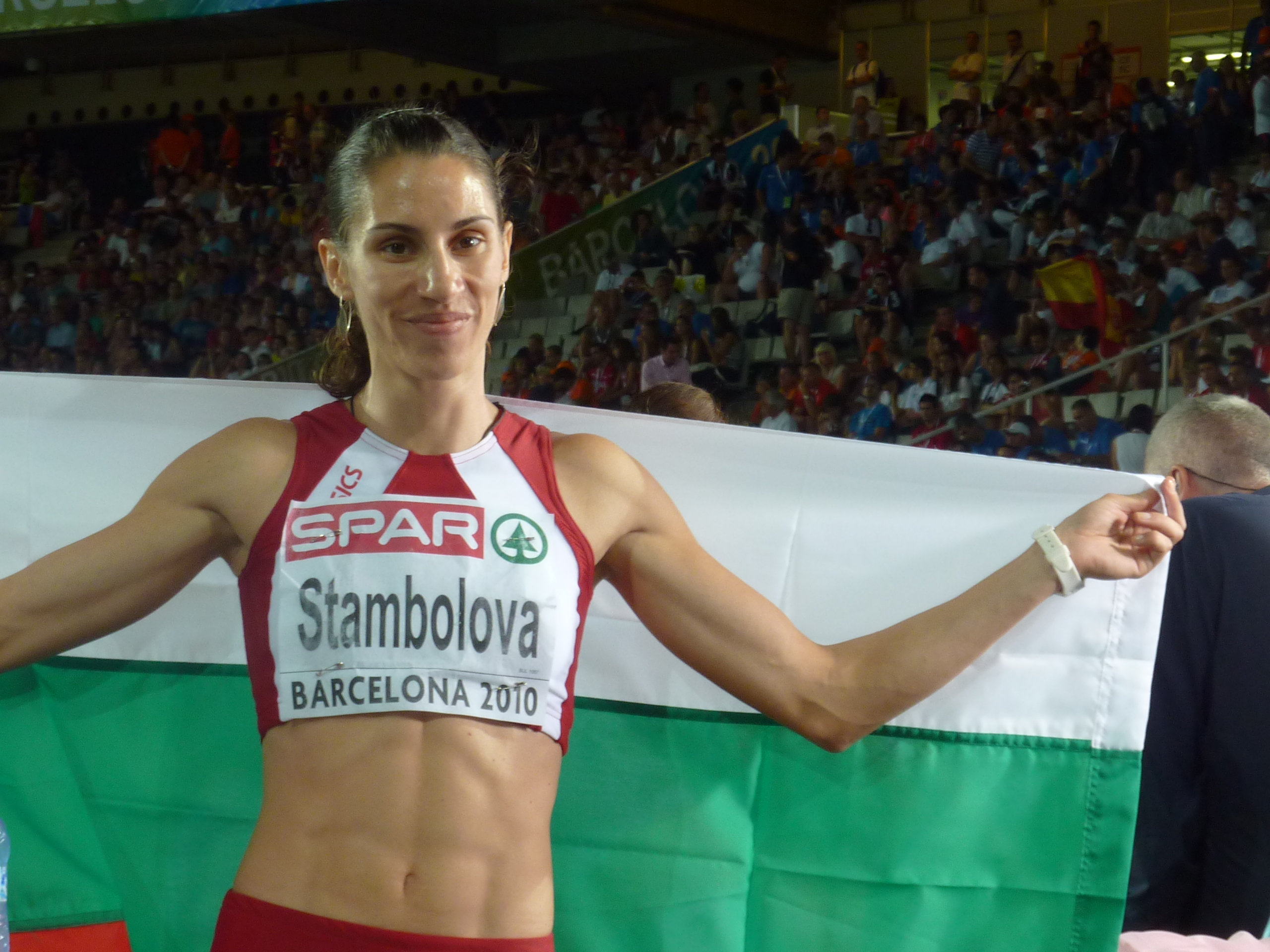
Vanja Stambolova

Vanja Stambolova, född 28 november 1983, är en bulgarisk friidrottare som tävlar i kortdistanslöpning och häcklöpning.  
Stambolova slog igenom vid inomhus-VM 2006 där hon blev tvåa på 400 meter. Detta följdes upp vid friidrotts-EM 2006 då hon vann guldet. Under säsongen 2007 stängdes Stambolova av på grund av dopning. Hon var tillbaka 2009 och hon deltog vid VM 2009 i Berlin där hon tävlade på 400 meter häck. 
Hon deltog även vid inomhus-VM 2010 i Doha där hon blev bronsmedaljör på 400 meter. Senare samma år deltog hon vid EM i Barcelona där hon blev silvermedaljör på 400 meter häck.

## Personliga rekord
- 400 meter - 49,53 från 2006
- 400 meter häck - 53,82 från 2010